# Citroën Zabrus
La Citroën Zabrus è una concept car basata sulla Citroën BX, realizzata dalla carrozzeria italiana Bertone per la casa automobilistica francese Citroen nel 1986.

## Il contesto
La Zabrus era una concept car con un design della carrozzeria da shooting brake e configurazione dell'abitacolo 2+2 a tre porte, progettata dalla carrozzeria Bertone. Si basava sulla meccanica della Citroën BX 4TC e fu presentata per la prima volta nel maggio 1986 al Salone di Torino.
Alcune caratteristiche peculiari dell'autovettura erano il display LCD che fungeva da quadro strumenti e in cui erano riportati il contachilometri e tutti i vari indicatori. Le due portiere anteriori si aprivano a forbice per facilitare l'accesso ai sedili posteriori.
Lo Zabrus era alimentato dal motore a quattro cilindri in linea turbocompresso da 2141 cm³ derivato dalla BX 4TC, che produceva 147 kW (200 CV) a 5250 giri/min e 294 Nm di coppia a 2750 giri/min. Come per la 4TC, la Zabrus era dotata di un sistema a trazione integrale e la potenza veniva trasferita alle ruote per mezzo di un cambio manuale a cinque marce. In questa configurazione, la velocità massima si attestava sui 222 km/h.